# Red Byron
Robert Nold Byron, detto Red (Plasterco, 12 marzo 1915 – Chicago, 11 novembre 1960), è stato un pilota automobilistico statunitense, specializzato nelle stock car, fu il vincitore del primo titolo Strictly Stock (quello che oggi è la NASCAR Cup Series), nel 1949.

## Biografia
Byron visse i suoi primi anni in Virginia, dove il padre lavorava come ingegnere minerario in una cava di gesso, ma fu costretto a trasferirsi nel Colorado quando al padre venne diagnosticata una tubercolosi polmonare.
Il giovane Byron iniziò a gareggiare in eventi locali dal 1932 preparandosi da solo le macchine. Alla fine degli anni trenta, Byron possedeva un garage ad Atlanta e gareggiava tra Anniston e Talladega ma dovette interrompere la sua carriera nelle corse quando gli Stati Uniti entrarono in guerra. Si unì all'aeronautica militare degli Stati Uniti d'America e pilotò bombardieri B-24 per 57 missioni di successo prima di essere abbattuto sulle Isole Aleutine. Rimase gravemente ferito, la gamba sinistra di Byron era rotta in più punti e passarono due anni prima che potesse essere dimesso dall'ospedale nel 1945, i dottori che gli ricostruirono la gamba dubitarono che potesse camminare di nuovo.
Byron torna alle corse nelle 1946 e inizialmente utilizza una frizione a mano, che viene poi sostituita da una staffa d'acciaio fissata da un tutore sulla sua gamba sinistra al pedale della frizione, che gli permette di utilizzare la gamba precedentemente operata per cambiare marcia.
Nel 1948 entra nel circuito NASCAR, appena fondato, vincendo la prima gara organizzata dalla federazione. Nel 1949, la NASCAR fonda la serie Strictly Stock, predecessore dell'attuale Monster Energy NASCAR Cup Series, Byron vince due gare e si aggiudica il primo titolo piloti.
Il continuo peggioramento delle sue condizioni di salute lo costrinsero a prendere parte a poche gare nel 1950 e lo portarono poi al ritiro al termine della stagione del 1951 anche se continuò a gareggiare sporadicamente.
Byron è morto d'infarto l'11 novembre 1960, in una stanza d'albergo di Chicago, all'età di 45 anni.

## Palmarès
- nella NASCAR Strictly Stock del 1949

## Riconoscimenti
Nel 1966 viene inserito nella National Motorsports Hall of Fame.
Il 13 febbraio 1998 entra a far parte dei Nascar's 50 Greatest Drivers.
Nel 2008 entra a far parte dell'International Motorsports Hall of Fame.
Entra a far parte della NASCAR Hall of Fame nel 2018.
Byron entrerà a far parte della Motorsports Hall of Fame of America a marzo 2020.

## Risultati

### NASCAR
| Risultati NASCAR Grand National Series | Risultati NASCAR Grand National Series | Risultati NASCAR Grand National Series | Risultati NASCAR Grand National Series | Risultati NASCAR Grand National Series | Risultati NASCAR Grand National Series | Risultati NASCAR Grand National Series | Risultati NASCAR Grand National Series | Risultati NASCAR Grand National Series | Risultati NASCAR Grand National Series | Risultati NASCAR Grand National Series | Risultati NASCAR Grand National Series | Risultati NASCAR Grand National Series | Risultati NASCAR Grand National Series | Risultati NASCAR Grand National Series | Risultati NASCAR Grand National Series | Risultati NASCAR Grand National Series | Risultati NASCAR Grand National Series | Risultati NASCAR Grand National Series | Risultati NASCAR Grand National Series | Risultati NASCAR Grand National Series | Risultati NASCAR Grand National Series | Risultati NASCAR Grand National Series | Risultati NASCAR Grand National Series | Risultati NASCAR Grand National Series | Risultati NASCAR Grand National Series | Risultati NASCAR Grand National Series | Risultati NASCAR Grand National Series | Risultati NASCAR Grand National Series | Risultati NASCAR Grand National Series | Risultati NASCAR Grand National Series | Risultati NASCAR Grand National Series | Risultati NASCAR Grand National Series | Risultati NASCAR Grand National Series | Risultati NASCAR Grand National Series | Risultati NASCAR Grand National Series | Risultati NASCAR Grand National Series | Risultati NASCAR Grand National Series | Risultati NASCAR Grand National Series | Risultati NASCAR Grand National Series | Risultati NASCAR Grand National Series | Risultati NASCAR Grand National Series | Risultati NASCAR Grand National Series | Risultati NASCAR Grand National Series | Risultati NASCAR Grand National Series | Risultati NASCAR Grand National Series | Risultati NASCAR Grand National Series |
| Anno                                   | Scuderia                               | #                                      | Costruttore                            | 1                                      | 2                                      | 3                                      | 4                                      | 5                                      | 6                                      | 7                                      | 8                                      | 9                                      | 10                                     | 11                                     | 12                                     | 13                                     | 14                                     | 15                                     | 16                                     | 17                                     | 18                                     | 19                                     | 20                                     | 21                                     | 22                                     | 23                                     | 24                                     | 25                                     | 26                                     | 27                                     | 28                                     | 29                                     | 30                                     | 31                                     | 32                                     | 33                                     | 34                                     | 35                                     | 36                                     | 37                                     | 38                                     | 39                                     | 40                                     | 41                                     | Pos.                                   | Punti                                  |
| -------------------------------------- | -------------------------------------- | -------------------------------------- | -------------------------------------- | -------------------------------------- | -------------------------------------- | -------------------------------------- | -------------------------------------- | -------------------------------------- | -------------------------------------- | -------------------------------------- | -------------------------------------- | -------------------------------------- | -------------------------------------- | -------------------------------------- | -------------------------------------- | -------------------------------------- | -------------------------------------- | -------------------------------------- | -------------------------------------- | -------------------------------------- | -------------------------------------- | -------------------------------------- | -------------------------------------- | -------------------------------------- | -------------------------------------- | -------------------------------------- | -------------------------------------- | -------------------------------------- | -------------------------------------- | -------------------------------------- | -------------------------------------- | -------------------------------------- | -------------------------------------- | -------------------------------------- | -------------------------------------- | -------------------------------------- | -------------------------------------- | -------------------------------------- | -------------------------------------- | -------------------------------------- | -------------------------------------- | -------------------------------------- | -------------------------------------- | -------------------------------------- | -------------------------------------- | -------------------------------------- |
| 1949                                   | Raymond Parks                          | 22                                     | Olds                                   | CLT 3                                  | DAB 1                                  | HBO 22                                 | LAN 3                                  | HAM                                    | MAR 1                                  | HEI                                    | NWS 16                                 |                                        |                                        |                                        |                                        |                                        |                                        |                                        |                                        |                                        |                                        |                                        |                                        |                                        |                                        |                                        |                                        |                                        |                                        |                                        |                                        |                                        |                                        |                                        |                                        |                                        |                                        |                                        |                                        |                                        |                                        |                                        |                                        |                                        | 1º                                     | 842.5                                  |
| 1950                                   | Raymond Parks                          | 22                                     | Olds                                   | DAB 2                                  | CLT 4                                  | LAN                                    | MAR                                    | CAN                                    | VER                                    | DSP                                    | MCF                                    | CLT                                    | HBO                                    | DSP                                    | HAM                                    |                                        |                                        |                                        |                                        |                                        |                                        |                                        |                                        |                                        |                                        |                                        |                                        |                                        |                                        |                                        |                                        |                                        |                                        |                                        |                                        |                                        |                                        |                                        |                                        |                                        |                                        |                                        |                                        |                                        | NA                                     | 0                                      |
| 1950                                   | Raymond Parks                          | 22                                     | Cadillac                               |                                        |                                        |                                        |                                        |                                        |                                        |                                        |                                        |                                        |                                        |                                        |                                        | DAR 3                                  | LAN                                    | NWS 19                                 | VER                                    | MAR                                    | WIN                                    | HBO                                    |                                        |                                        |                                        |                                        |                                        |                                        |                                        |                                        |                                        |                                        |                                        |                                        |                                        |                                        |                                        |                                        |                                        |                                        |                                        |                                        |                                        |                                        | NA                                     | 0                                      |
| 1951                                   | Wally Marks                            | 1                                      | Olds                                   | DAB 11                                 | CLT                                    | NMO                                    | GAR                                    | HBO                                    | ASF                                    | NWS                                    | MAR                                    | CAN                                    |                                        |                                        |                                        |                                        |                                        |                                        |                                        |                                        |                                        |                                        |                                        |                                        |                                        |                                        |                                        |                                        |                                        |                                        |                                        |                                        |                                        |                                        |                                        |                                        |                                        |                                        |                                        |                                        |                                        |                                        |                                        |                                        | NA                                     | 0                                      |
| 1951                                   | B.J. Dantone                           | 22                                     | Ford                                   |                                        |                                        |                                        |                                        |                                        |                                        |                                        |                                        |                                        | CLS 6                                  |                                        |                                        |                                        |                                        |                                        |                                        |                                        |                                        |                                        |                                        |                                        |                                        |                                        |                                        |                                        |                                        |                                        |                                        |                                        |                                        |                                        |                                        |                                        |                                        |                                        |                                        |                                        |                                        |                                        |                                        |                                        | NA                                     | 0                                      |
| 1951                                   | B.J. Dantone                           | 83                                     | Ford                                   |                                        |                                        |                                        |                                        |                                        |                                        |                                        |                                        |                                        |                                        | CLB 30                                 | DSP                                    | GAR                                    | GRS                                    | BAI                                    | HEI                                    | AWS                                    | MCF                                    | ALS                                    | MSF 4                                  | FMS                                    | MOR                                    | ABS                                    | DAR 25                                 | CLB                                    | CCS                                    | LAN                                    | CLT                                    | DSP                                    | WIL                                    | HBO                                    | TPN                                    | PGS                                    | MAR                                    | OAK                                    | NWS                                    | HMS                                    | JSP                                    | ATL                                    | GAR                                    | NMO                                    | NA                                     | 0                                      |